# Denis Sire
Pour les articles homonymes, voir Sire.
Denis Sire est un auteur de bande dessinée français né le 4 septembre 1953 à Saint-Nazaire et mort le 16 janvier 2019 à Paris.

## Biographie

### Jeunesse et formation
Denis Sire naît le 4 septembre 1953 à Saint-Nazaire, en Loire-Atlantique. À 16 ans, il entre à l'école des arts appliqués, où il fait notamment la connaissance de Frank Margerin. Il fonde à la même époque un groupe de musique rock, « Los Crados » (à partir de 1975), auquel succédera le « Dennis' Twist ».

### Carrière
À partir de 1977, il publie ses premières planches dans Métal hurlant, dont le directeur est Jean-Pierre Dionnet et Philippe Manœuvre le rédacteur en chef. Elles aboutiront à la publication de son premier album de science-fiction Menace diabolique (1979). Il publie également Triste jeudi dans L'Écho des savanes.
En 1978, il a également l'occasion de réaliser cinq couvertures pour la collection Futurama, édition Presses de la Cité. Il fait de même en 1992 pour le magazine américain Cheval noir et en janvier 1993 pour l'édition américaine de Heavy Métal. Il dessine également des pochettes de disque vinyles 45 T., notamment pour le groupe Taxi Girl.
Il collabore à Métal hurlant jusqu'en 1986 et rejoint en 1988 l'éditeur Albin Michel et L'Écho des savanes.
En 1997, il publie un nouvel album avec Jean-Pierre Dionnet, L'Île des amazones.
En 2002, il dessine pour les timbres du bloc Collection jeunesse.
En 2005, il dessine l'affiche du Circuit des Remparts d'Angoulême.
En 2006, à l'occasion de la troisième édition du Mans classic, du 7 au 9 juillet, il réalise 24 tableaux, 24 heures vues par, représentant 24 scènes retraçant l'histoire de la course d'endurance mancelle, les 24 Heures du Mans.
Un recueil retraçant sa carrière et ses dessins, Denis Sire, est publié chez Nickel Productions en août 2006.
Une réédition de Lisa Bay, sous-titrée L'héritage, est publiée le 6 décembre 2006 chez Albin Michel. Denis Sire présente cette nouvelle édition à la galerie Mot'Art le 1er février 2007 et travaille à nouveau pour L'Écho des savanes.

### Mort
Denis Sire meurt le 16 janvier 2019 à Paris, à l'âge de 65 ans,. La cérémonie a lieu le 21 janvier au crématorium-columbarium du Père-Lachaise.
Son œuvre se signale par son goût pour la mécanique automobile et motocycliste, la mécanique aérienne, les pin-up, un crayonné souvent très travaillé et un penchant soutenu pour la couleur.

## Publications
- Menace diabolique, Les Humanoïdes associés, Paris, 1979, 71 p.  (ISBN 2902123736), 1983, 73 p.  (ISBN 2731602139)
- Bois Willys, Les Humanoïdes Associés, Paris, 1981, 3e édition, 1985, 53 p. coll. Pied jaloux  (ISBN 2731600942), réédité en 1992 sous le titre Ziblyne et Bettie, en partie redessiné en noir et blanc ; il existe également un coffret de 100 p. édité en 1981 (il s'agit du tirage de tête de la première édition, en 666 exemplaires numérotés et signés, 33,5 x 25,5, comprenant l'album et 24 planches) ainsi qu'une édition italienne (Glittering images, 1999, 48 p., noir et blanc, 24x31, avec une introduction de Riccardo Morrocchi  (ISBN 888275054X).
- 6T Mélodie, Les Humanoïdes Associés, Paris, 1982, coll. Pied jaloux  (ISBN 273160171X), 2e éd., 2003, 48 p.  (ISBN 2731662158)
- Kosmik Komiks (collectif), Kosmik, 1983, 68 p. (couleurs et n&b)
- Lisa Bay, Les Humanoïdes Associés, Paris, 1re édition 1985, non paginé [47 p.], coll. Pied jaloux  (ISBN 2731603283), et  (ISBN 2731603305), 2e éd., Albin Michel, 2006, 72 p.  (ISBN 978-2-226-16668-5)
- Best of racing, Art Moderne, 1987
- Ziblyne et Bettie, Les Humanoïdes Associés, 1992, 48 p.  (ISBN 2731610441)
- Racing (avec William Pac), la Sirène, Sèvres, 1992, 124 p.,  (ISBN 2840450054)
- L'Île des amazones - Orchid Island (avec Jean-Pierre Dionnet), L'Écho des savanes/Albin Michel, Paris, 1997, 60 p.,  (ISBN 2226094156)
- Mon continental circus à moi, éd. de la Rivière, 2000, 174 p.  (ISBN 290705189X)
- Poupées de Sire, QGDF, 2001, 14 p.
- Courses de légende (avec William Pac (scénario), t. 1 : Indianapolis, Horizon illimité, Paris, juillet 2003, 96 p.  (ISBN 2847870261), t. 2 : Monaco, Horizon illimité, Paris, novembre 2003, 75 p.  (ISBN 284787044X), t. 3 : Le Mans, Horizon illimité, Paris, novembre 2003, 70 p.  (ISBN 2847870504)
- Denis Sire, Nickel Productions, Viry-Chatillon, 2006, 85 p., coll. Nickel Chrome, avant-propos de Marc Voline p. 5  (ISBN 2914420153)
- Poupées de Sire, Zanpano éditions, Paris, juin 2010, 68 p., préface de Laurent Bagnard, édition limitée de 350 exemplaires signés et numérotés  (ISBN 978-2-915757-20-0)
- Poupées de Sire T. II, Zanpano éditions, Paris, mai 2011, 64 p., préface Christine, crayonnés inédits et aquarelles, édition limitée de 350 exemplaires signés et numérotés  (ISBN 978-2-915757-25-5)
- Baron d'Holbach, Zanpano édition, Paris, novembre 2012, 96 p., préface de Frank Margerin, tirage 800 exemplaires,  (ISBN 978-2-915757-30-9)
- Baron d'Holbach 2, Zanpano édition, Paris, octobre 2013, 96 p., préface de Philippe Druillet -  tirage 800 exemplaires,  (ISBN 978-2-915757-33-0)
- 12 pilotes[13],[14] (Art-book), texte de Jean-Marc Thévenet. Editions Dupuis, 2012

### Documentation
- Jean Depelley, « Les drôles de dames de Denis Sire… » [entretien], sur bdzoom.com, 16 janvier 2019